# ミロ・ツェラル
ミロスラフ・ツェラル（スロベニア語: Miroslav Cerar ml. ミロスラウ・ツェラル・ムライシ、1963年8月25日 - ）、通称ミロ・ツェラル（スロベニア語: Miro Cerar）は、スロベニアの法律家、政治家。2014年から2018年まで同国の首相を務めた。政治とは関わりのない経歴を持ち、首相に就任した時点でも政治の経験は比較的浅かった。中道の現代中央党（略称SMC、旧称ミロ・ツェラル党）を2020年まで率いた。
父はオリンピックの体操競技で金メダルを獲得した法律家のミロスラフ・ツェラル、母は元法相で検事総長も務めたズデンカ・ツェラルである。

## 経歴
リュブリャナ大学法学部の教授や国民議会の法務顧問を歴任した。
2014年5月のアレンカ・ブラトゥシェク政権総辞職後、ツェラルは国政への進出を表明した。6月2日には新党としてミロ・ツェラル党（SMC）を創立。7月の総選挙で同党が90議席中36議席を獲得すると、ツェラルが首相に指名された。ミロ・ツェラル党は2015年3月7日に現代中央党 (SMC)と党名を変更した。
2017年9月にコペル-ディヴァーチャ間第2鉄道の建設を問う国民投票を実施しツェラルの主張通り賛成多数で承認されたが、2018年3月14日に最高裁が国民投票を無効としたため、抗議するため同日中に首相を辞任すると発表。同年6月3日の総選挙では反移民を掲げるヤネス・ヤンシャ元首相率いる中道右派・民主党が25議席を獲得して第1党となったが新首相の選出は難航し、結局はツェラルの現代中央党も含む中道左派連合がコメディアン出身でカムニーク市長のマリヤン・シャレツを新首相に擁立、8月に議会にて選出された。2018年9月13日に退任。